# 핏빛자오선
핏빛 자오선 ( Blood Meridian or the Evening Redness in the West ) 은 미국 소설가인 코맥 매카시의 작품으로 1985년에 발표된 서사 소설이다. 서양 또는 수정주의 서부극 소설로 분류된다. 매카시의 다섯번째 소설이며 랜덤 하우스에서 출간하였다. 1849년에서 1850년의 시대 상황을 배경으로 하여 미국과 멕시코 국경에서 일어난 토착 어메리칸 인디언들을 대량으로 살해한 내용으로 시작한다. 매카시의 최고의 작품으로 꼽히며 미국인이 극찬한 소설로도 꼽힌다.